# Keetia bakossiorum
Espèce
Keetia bakossiorum Cheek est une espèce de plantes du genre Keetia, de la famille des Rubiaceae,.

## Description
C’est une plante à fleur, appartenant au groupe des dicotylédones. Elle est endémique au Cameroun, son habitat naturel se trouve dans les forêts de montagne, à une altitude comprise entre 1400 – 1500 m.
Elle est décrite par l’IUCN comme une espèce en danger critique "CR".

## Étymologie
L'épithète spécifique bakossiorum se rapporte au mont Bakossi, où l’espèce a été découverte pour la première fois.